# بیرکاخ
بیرکاخ (به آلمانی: Birkach) یک منطقهٔ مسکونی در آلمان است که در اشتوتگارت واقع شده‌است. بیرکاخ ۶٬۸۴۷ نفر جمعیت دارد.